# Francisco Picasso Risso
Francisco Picasso Risso (19 de juny de 1982) és un nedador uruguaià. Va nedar en representació del seu país als Jocs Olímpics d'estiu de 2000 a Sydney, Austràlia. També va competir als Jocs Olímpics de 2008 a Pequín, però no va arribar a qualificar per a la segona volta.